# Tongva

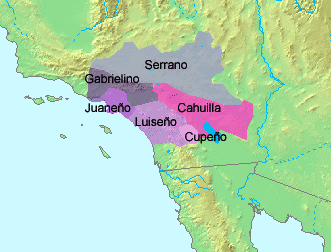
Grupos utoaztecas de California, entre ellos los gabrielinos o tongvas.

Tongva o gabrielino es el nombre genérico de tres tribus del grupo tákico de la familia lingüística uto-azteca, también llamadas kizh.  Los tongvas invadieron las costa sur californiana entre 1500 y 500 a. C., cuando su lenguaje aún era el proto-gabrielino/cupeño, y eliminaron o desterraron a los nativos, que eran yumanos de habla hokana.  Los tres grupos de tongvas son:
- Gabrielino, que vivían al S y E del condado de Los Ángeles, y al N del condado de Orange, así como en las islas Santa Catalina y San Clemente. Su nombre proviene de la misión de San Gabriel Arcángel.
- Fernandino, que vivían entre la costa y el valle de San Fernando. Su nombre proviene de la misión del Señor Fernando, Rey de España.
- Nicoleño, que vivían en la isla de San Nicolás.  Los nicoleños reemplazaron a una etnia que ocupó la isla previamente.[2]

## Localización
Vivían en las tierras bajas a lo largo de la costa sur de California.

## Demografía
A finales de 1950 quedaban menos de 50 gabrielinos y 5 fernandinos; los nicoleño se extinguieron en 1865. Actualmente su lengua está extinta, y se les consideró extintos durante mucho tiempo.
Aun así, según datos del censo de 2000, había 1.168 censados, más 106 mezclados con otras tribus, 467 mezclados con otras razas y 34 mezclados con otras razas y otras tribus. En total, 1.775 individuos.

## Costumbres

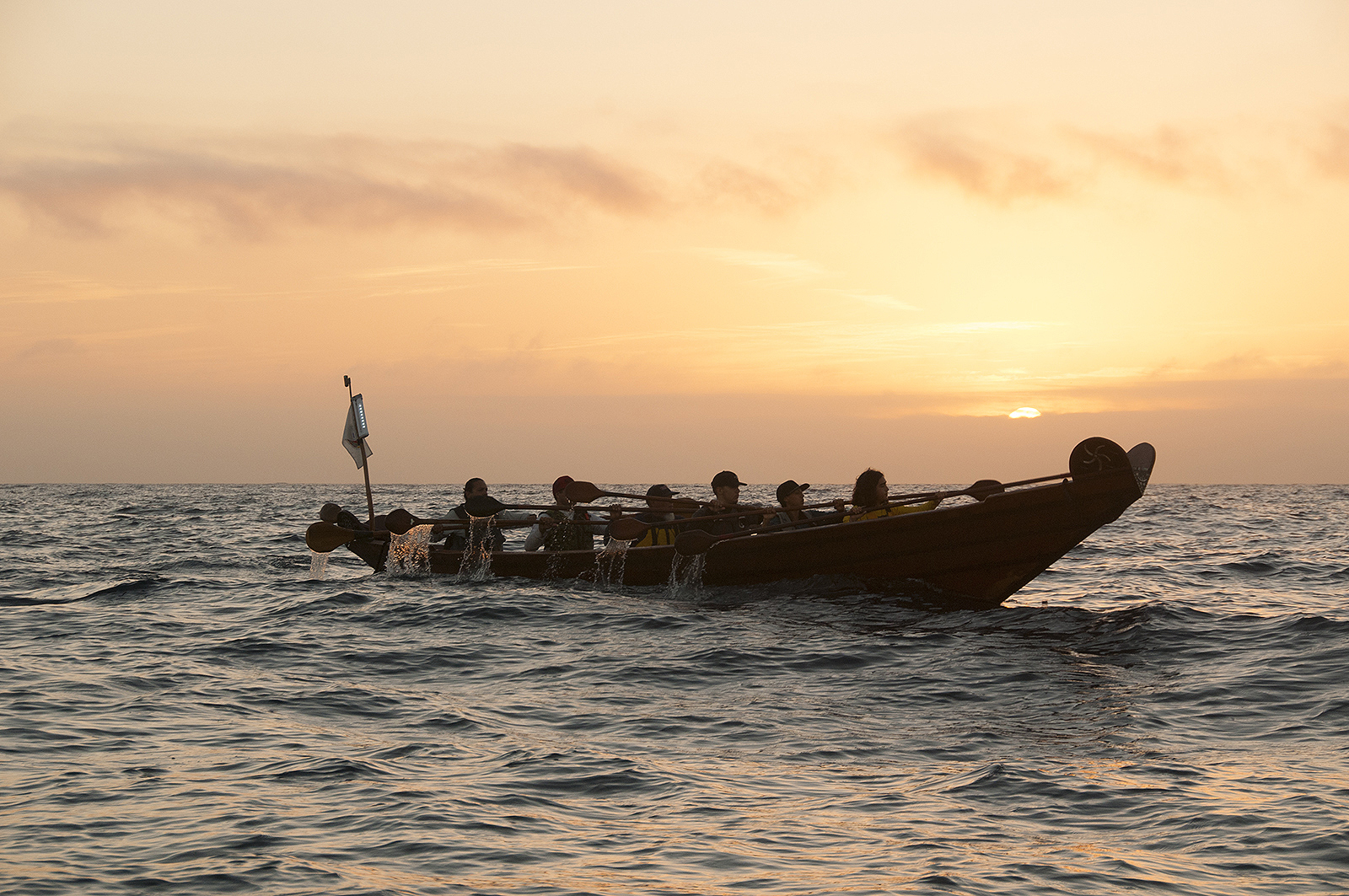
Santuario Marino Nacional de las Islas del Canal,

Ocupaban algunas de las tierras más fértiles de California, y poseían una civilización más avanzada, influyendo en sus vecinos. Fueron los que introdujeron el culto al estramonio (Datura strimonium) en el sur de California, y con él todo un conjunto de ritos esotéricos y sagrados alrededor del alucinógeno.
Los del interior y los de la costa vivían en casas de palos y tiendas de alfombras, y se alimentaban de la recolección de semillas y plantas, de la pesca y de la caza. Los nicoleño y los de las islas vivían en refugios fabricados con costillas de ballena cubiertas de estopa o pieles de león marino, y se alimentaban de pescado, aves, moluscos y mamíferos marinos. Empleaban morteros de piedra móviles para moler alimentos.
Hacían cestos, y los de Santa Catalina obtenían esteatita (talco) con la cual elaboraban diversos utensilios y cucharas, vasos ceremoniales, esculturas artísticas, cuentas y ornamentos. El comercio entre isleños, los del interior y los de la costa era muy intenso, y su moneda consistía en cuentas de concha.
Se sabe poco de su organización social. Cada poblado tenía un caudillo hereditario, y los chamanes influían en las curaciones y combatían los embrujos. Quaoar era el nombre de su dios creador.

## Historia
Eran parientes de los paiute y muy guerreros, pero no lucharon contra los europeos. El primero en visitarlos fue el español Juan Rodríguez Cabrillo en 1542, pero no cayeron bajo su órbita hasta la expedición de Gaspar de Portolá de 1769. Los españoles del siglo XVIII los internaron en misiones, y poco a poco se fueron disolviendo en otras tribus, y además las enfermedades, el alcoholismo, la explotación intensiva de la tierra y la fiebre del oro los hicieron desaparecer. Los primeros estudios etnográficos sobre el grupo fueron realizados en torno a 1812 por el misionero Jerónimo Boscana y están recogidos en su obra "Chinigchinich". Se calcula que el último parlante de su lengua probablemente murió en los años 70. Sparky Morales fue su jefe hasta su muerte en 1995.